# Mỹ Hưng, Quảng Hòa
Mỹ Hưng là một xã thuộc huyện Quảng Hòa, tỉnh Cao Bằng, Việt Nam.

## Địa lý
Xã Mỹ Hưng nằm ở phía đông nam huyện Quảng Hòa, có vị trí địa lý:
- Phía đông giáp Trung Quốc và các thị trấn Hòa Thuận, Tà Lùng
- Phía tây giáp xã Tiên Thành
- Phía nam giáp huyện Thạch An
- Phía bắc giáp thị trấn Hòa Thuận.

Xã Mỹ Hưng có diện tích 40,71 km², dân số năm 2019 là 2.137 người, mật độ dân số đạt 53 người/km².
Trên địa bàn xã Mỹ Hưng có một số ngọn núi như Ái Nhì, Hắc Lương, Hia Nhan, Khuổi Thôm, Ki Dép, Lũng Om, Mã Lâm, Mã Quỷnh, Nà Vẹn, Phe Rượt, Pho Luông, Rõng Cái. Tỉnh lộ 208 đi qua địa phận phía tây của xã theo hướng bắc - nam. Sông Bằng tạo thành ranh giới tự nhiên phía bắc của xã. Ngoài ra, trên địa bàn Mỹ Hưng còn có suối Bản Neng và suối Bản Phân.

## Lịch sử
Ngày 10 tháng 6 năm 1981, Hội đồng Chính phủ ban hành Quyết định số 245-CP điều chỉnh địa giới hành chính hai xã Mỹ Hưng và Quy Thuận (nay là thị trấn Tà Lùng và một phần thị trấn Hòa Thuận).
Ngày 13 tháng 12 năm 2001, xã Mỹ Hưng thuộc huyện Phục Hòa vừa tái lập từ huyện Quảng Hòa.
Đến năm 2019, xã Mỹ Hưng được chia thành 16 xóm: Bó Lếch, Bản Mới, Nà Quang, Nà Riềng, Nà Thắm, Nà Bó, Lập Phân, Tục Mỹ, Lăng Bản, Nặm Tốc, Pò Hẩu, Nà Lếch, Nà Phường, Bản Đâư - Lũng Nặm, Nà Chào, Bản Đâư - Lũng Vài.
Ngày 9 tháng 9 năm 2019, Hội đồng Nhân dân tỉnh Cao Bằng ban hành Nghị quyết số 27/NQ-HĐND về việc:
- Sáp nhập hai xóm Nặm Tốc và Lăng Bản thành xóm Hợp Nhất
- Sáp nhập ba xóm Nà Bó, Nà Phường, Bó Lếch thành xóm Bó Phường
- Sáp nhập hai xóm Bản Đâư - Lũng Nặm, Pò Hẩu vào xóm Nà Quang
- Sáp nhập xóm Bản Mới vào xóm Nà Lếch
- Sáp nhập xóm Bản Đâư - Lũng Vài vào xóm Nà Thắm.

Ngày 1 tháng 3 năm 2020, huyện Phục Hòa giải thể để tái lập huyện Quảng Hòa. Xã Mỹ Hưng thuộc huyện Quảng Hòa như hiện nay.

## Hành chính
Xã Mỹ Hưng được chia thành 9 xóm: Bó Phường, Hợp Nhất, Lập Phân, Nà Chào, Nà Lếch, Nà Quang, Nà Riềng, Nà Thắm, Tục Mỹ.